# Manoel Ponto

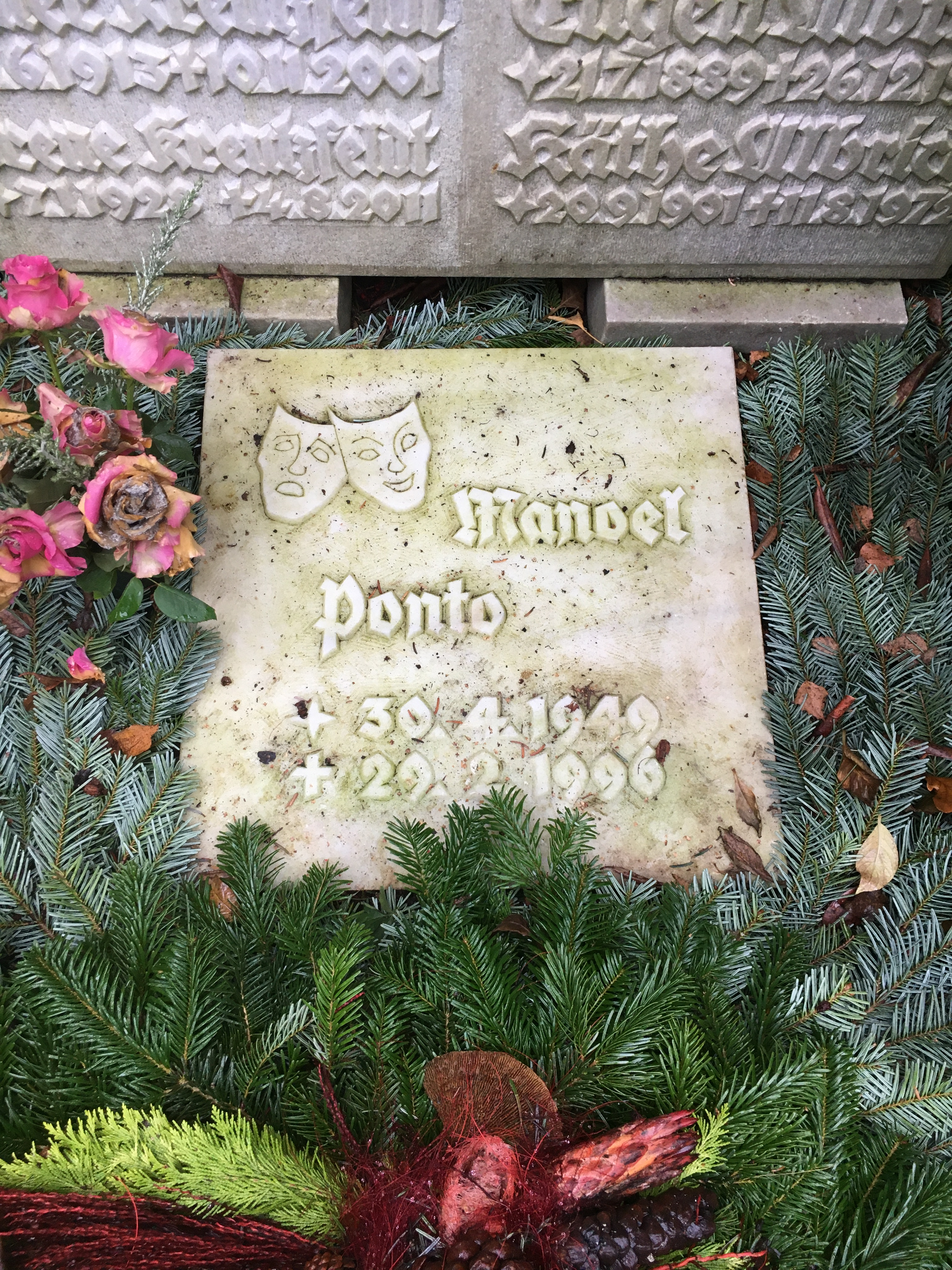
Grabstätte Manoel Ponto auf dem Friedhof Ohlsdorf

Manoel Ponto (* 30. April 1949 in Stuttgart; † 29. Februar 1996) war ein deutscher Schauspieler und Hörspielsprecher.

## Leben
Manoel Ponto entstammt einer Schauspielerfamilie; sein Großvater Erich Ponto war als Bühnen- und Filmschauspieler sehr bekannt, und auch sein Vater Klaus Ponto und seine Mutter waren Schauspieler. Seinen Namen erhielt er nach dem Manolo-Theater in Madrid, das seinem Patenonkel gehörte. Ponto ging in Stuttgart auf ein Gymnasium, verließ die Schule aber vor dem Abitur und arbeitete als Kellner in der Jazzkneipe eines Vetters. Dem Wehrdienst entging er aufgrund einer durch seinen Vater vermittelten Ausbildung an der Staatlichen Schauspielschule Stuttgart.
Danach spielte Ponto frühe Theaterrollen vorwiegend als „jugendlicher Liebhaber“, wie unter anderem in Saarbrücken. Ab 1978 war er vornehmlich am Altonaer Theater in Hamburg zu sehen (Debüt als Valère in Molières Der Geizige). Er spielte dort zahlreiche Rollen, wie unter anderem 1985 den Lord Goring in Oscar Wildes Ein idealer Gatte und 1991 den „falschen Revisor“, den Chlestakow in Gogols Der Revisor. 1994 trat er im Ernst Deutsch Theater in Hamburg in Tschechows Die drei Schwestern in einer Hauptrolle auf.
Daneben wirkte er auch am Theater für Kinder in Hamburg-Altona mit, wo er unter anderem 1980 in Goethes Fabel Reineke Fuchs den Fuchs spielte. Darüber hinaus war Ponto für zahlreiche kommerzielle Hörspiele als Sprecher tätig.
Manoel Ponto fand seine letzte Ruhestätte auf dem Hamburger Friedhof Ohlsdorf im Planquadrat R 6 oberhalb des Althamburgischen Gedächtnisfriedhofs beim Haupteingang.